# Качалы
Кача́лы (укр. Качали) — село, входит в Бородянский район Киевской области Украины.
Население по переписи 2001 года составляло 622 человека. Почтовый индекс — 07813. Телефонный код — 4577. Занимает площадь 16,72 км². Код КОАТУУ — 3221083001.

## Местный совет
07813, Киевская обл., Бородянский р-н, с. Качалы, ул. Кооперативная, 113